# ジムのバリエーション
ジムのバリエーションでは、「ガンダムシリーズ」に登場する架空の兵器「モビルスーツ (MS)」のひとつであるジムのバリエーションのうち、以下の機体群を除いた機体について解説する。
- 機能を特化していない標準的な機体についてはジム (ガンダムシリーズ)を。
- 肩にキャノン砲を装備する機体群についてはジム・キャノンを。
- 狙撃に特化した機体群についてはジム・スナイパーを。
- 以下の各機種およびそのバリエーションについてはリンク先を参照。

- 陸戦型ジム
- ジム・コマンド
- ジム改
- ジム・カスタム
- ジムII
- ジムIII

## ジム・ライトアーマー
メカニックデザイン企画『モビルスーツバリエーション (MSV)』で設定された。
一部のエース・パイロットからジムの改善要求が提出され、それをもとにジム・スナイパーカスタムとともに製作された機体。グフやドムなどの重装甲をもつ新型MSと交戦したパイロットから、対抗手段として機動性や運動性を向上させた機体が必要であるとの声が上がり、試験的に少数が生産される。ビーム兵器による勝敗の決定を前提に、高速での一撃離脱戦法をとるために機動性を重視し、徹底した軽装甲化が図られている。このため、宇宙戦闘機からMSに機種転換したパイロットにも違和感なく愛用されている。軽量化と出力強化の相乗効果は予想を上回る機動性と運動性をもたらすが、防御力はいちじるしく低下しており、ピーキーな機体制御とともに乗り手を選ぶ機体となっている。
武装はビーム・スプレーガンではなくエネルギーCAP方式のビーム・ライフル（ビーム・ガンとも呼ばれる）を携行、発射回数は限定されるが破壊力は大きい。また、ランドセルに装備されるビーム・サーベルの柄には特殊ホールド加工がほどこされている。通常のジムに装備されている頭部60ミリバルカン砲は確認できない。一部ゲーム作品では、ビーム・ジャベリンや通常のジムのシールドの下半分のみのような小型シールドも装備している。
塗装はオレンジと白（あるいはライト・グレー）を基調とする。本機に搭乗したパイロットとしては、ギャリー・ロジャース大尉が有名である。
作中での活躍
ゲームブック『機動戦士ガンダム 灼熱の追撃』では、オデッサ作戦で8機のMSを撃破し、連邦軍で五本の指に入るとされるエース・パイロット、「銀狐のハルトマン」が操縦する機体が登場する。無塗装銀で、両肩にキツネをあしらったパーソナル・マークが描かれている。アフリカに配備され、マエブ山に設置された大型ビーム砲座護衛の任に単独で就いている。他にもう1機が登場するが、ドムに一刀両断にされている。なお型式番号はRGM-79Aとされる。
漫画『機動戦士ガンダム オレら連邦愚連隊』では、V作戦機で確立された近接戦、中距離支援、遠距離攻撃の部隊戦術を量産機で実戦運用し、データ収集をおこなうV作戦評価試験部隊「スレイプニール」に配備され、北米を中心に高い戦果を挙げている。パイロットはスハン・ヤンセン中尉。
ゲーム『機動戦士ガンダム バトルオペレーション Code Fairy』では、オデッサ作戦直前の北米戦線に隊長機として1機が登場する。漫画版では、北米の公国軍拠点「ティルナノーグ」攻略の増援としてガンタンク2機とともに登場、100ミリマシンガンを携行する。戦闘シーンは描かれていないが、部隊はアルマ・シュティルナーのティターニアによって沈黙する。

## ジム・トレーナー
『MSV』で設定された。
連邦軍のMSパイロット養成用に製作されたモデル。通常のコックピットの上に教官用コックピットが増設されており、教官用はガラス窓で覆われている。それ以外に外観は通常のジムとほとんど変わりなく、構造的・性能的にはまったく同じである。ジムの量産開始により、短期間でMSパイロットを養成して実戦に送り出す必要があるため、効率的なパイロット錬成を図るべく実戦配備用の機体を改修したとする媒体もある。
連邦軍のMS実戦配備当初に、シミュレーションと並行して運用される。しかし、装甲材などはあえて良質でない低コストのものが使用されており、耐弾性が低く、実戦では使用できないため、操縦訓練以外では後方部隊の作業用として運用されている。一方で、簡略化による本体重量と出力の差分により機動性は向上し、転倒や衝突を考慮して機体骨子が補強されているとする媒体もある。
演習の際には通常のジムと同一の武装を携行する。塗装はオレンジまたは黄色と、白を基調とする。
作中での活躍
漫画『機動戦士ガンダムMS BOYS -ボクたちのジオン独立戦争-』では、デービッド・タッカー中尉がジャブローの連邦軍本部内の施設にて搭乗。MSパイロット見習いの少年兵たちを、本機で特訓している。
ゲーム作品に登場する機体は、ハイパーバズーカや陸戦型ガンダムなどと同じ100ミリマシンガンを携行している場合がある。

## 陸戦用ジム
メカニックデザイン企画「M-MSV」で設定された。初出は雑誌『SD CLUB』第11号。
MSの地上戦では樹木や建物などの障害物のため上半身の被弾率が非常に高いため、上半身を重点において装甲強化した機体。ベルファスト工廠の技術陣が運用データから被弾箇所を徹底的に分析し、ピンポイントで装甲を増強している。これにより、ザク・マシンガン程度では装甲を貫通することはできなくなり、パイロットの生還率が向上している。動作は多少鈍くなっているが、スラスター6発の大推力ランドセルを装備しており、通常のジムとの性能差はほとんど見られない。オデッサ作戦以降に、おもにヨーロッパ戦線に多く配備されている。標準塗装は白と濃淡の緑を基調とし、森林地帯を意識した配色となっている。
おもな武装
ビーム・スプレーガン
ボウワ社製で（型式番号：BR-M-79-F1）、出力1.5メガワット、装弾数は1チャージあたり12発。
通常のビーム・スプレーガン (BR-M-79C-1) は、地上での運用時には大気によりビームが減衰し、天候によっては有効射程圏内でも敵MSに致命打を与えられないケースが報告される。これを問題視したボウワ社が試作したのが本武装であり、同時期にロールアウトした本機に向けて供給される。バレル部の構造変更のほか、ビーム加速器を兼ねるボトル状のバッテリー・パックを追加し、シングル・ショット・モードにおけるビームの収束率を高めている。これらの処置は、ジム・コマンド用のビーム・ガンにも引き継がれている。
レール・キャノン
ヤシマ重工製で（型式番号：YF-RC180）、口径180ミリ、装弾数は推定4から8発。
海上艦艇の艦砲として利用されているレールキャノンを転用したもの。リニア・レールを用いて金属の弾丸を発射するため、通常の火薬式のものと比べて反動が少ない。給弾装置は新規設計であるものの、それ以外の基礎構造を徹底して流用することで、極めて短期間で開発を完了したとされる。
本機以外に、ジムヘッドによる運用例もある。
小型シールド
右前腕部に装備。市街地や森林地帯でも取り回しがよい。
作中での活躍
漫画『機動戦士ガンダムMS BOYS -ボクたちのジオン独立戦争-』では、デービッド・タッカー中尉の愛機として登場。オデッサや黒海の周辺の戦局に投入されるが、クルト・ブラット伍長が搭乗する陸戦用高機動型ザク改によって撃破される。
ゲーム『機動戦士ガンダム バトルオペレーション Code Fairy』では、オデッサ作戦と同時期の北米戦線に数機が登場する。

### デザート・ジム
「M-MSV」で設定された。初出は陸戦用ジム同様『SD CLUB』第11号。
陸戦用ジムの関節部やインテークなどに防砂処理をほどこした機体。装甲にリアクティブ・アーマーを採用しているのが最大の特徴である。開発当初から、大部分が遮蔽物の少ない砂漠地帯であるアフリカ戦線への投入が見込まれており、下半身にもリアクティブ・アーマーを増設しているが、膝や足首といった関節部に限定している。在来機に増設するための改修キットが製造され、アフリカや中近東地域の前線部隊に送られており、砂塵によって稼働率を大きく落としていたMS部隊の整備兵から熱烈な歓迎を受ける。標準塗装はデザート・カラーを基調とする。
おもな武装
ビーム・スプレーガン
ボウワ社製で（型式番号：BR-M-79C-2D）、出力1.5メガワット、装弾数は1チャージあたり16発。
通常のジムのビーム・スプレーガンのブラッシュアップを図る方向で設計された79C-2型のひとつ。ビーム加速器を伸長するために銃身が長くなっているほか、キャリング・ハンドルを排して新規に射撃専用センサーを搭載。これにより、機体の頭部センサーに頼っていた射撃管制を兵装側にも補助させることが可能となり、命中精度が向上したとされる。さらに79C-2D型には、砂漠など乾燥地帯での運用を考慮して銃身にセラミック製の防塵カバーが取り付けられている。
レール・キャノン
ヤシマ重工製で（型式番号：YF-RC155）、口径155ミリ、装弾数は推定4から6発。
陸戦用ジム用のものに続いて開発される。口径を61式戦車の主砲弾を流用可能な155ミリに減じることで、2回りほどコンパクトになり利便性が向上している。また、小口径化による火力低下をおぎなうため、4連装ミサイル・ランチャーを銃身下部にマウント、これはスーパー・ナパーム・ランチャーや、8連装小型ミサイル・ランチャーなども装備可能であったとされる。
作中での活躍
『SD CLUB』第11号掲載の短編小説「砂漠の狐」では、ハンスが基地に配備されたばかりの本機に初めて搭乗し、早朝パトロールをおこなうが、公国軍MS隊の襲撃を受ける。レール・キャノンのモードを切り替えて信号弾を発射するが、守備隊の出撃直後にデザート・ロンメル率いる敵の別動隊によって基地が襲われる。しかし、どちらのMS隊も囮であり、破壊工作員によって基地の弾薬庫が爆破されてしまう。なお、ハンスはリアクティブ・アーマーによって2度も窮地を救われている。
ゲーム『機動戦士ガンダム バトルオペレーション Code Fairy』では、オデッサ作戦と同時期の北米戦線に数機が登場する。

### 装甲強化型ジム
ゲーム『ジオニックフロント 機動戦士ガンダム0079』に登場。
一年戦争後期に地球連邦軍によって開発されたジムのバリエーションの1つ。陸戦型ジムのデータを基にして後期生産型のジムを改良した機体とされる。ジム寒冷地仕様と同時期にロールアウトした。型式番号が陸戦用ジムやデザート・ジムと同じRGM-79Fであるため、アフリカ・中近東ではRGM-79（GRS）と呼称して区別していたとされる。
防砂用の装備を持ち、陸戦用ジムやデザート・ジムと同様に被弾率の高い部位へのリアクティブ・アーマーを用いた装甲強化が施されている。重量増加による機動性低下を補うため試験的にホバー・エンジンを脚部に採用し、ホバーによる高速移動を可能とした。またホバー走行の採用によってドム系の機体と同様に、高速移動をしながらバズーカなどの大型兵装を使用できたとされる。先行試作量産された数機が、主にアフリカ北部から中近東にかけての砂漠地帯に配備された。
デザインを担当した片桐圭一郎によれば、デザート・ジムをベースとして、ジム・ジャグラーと同じ素体からアレンジしたとのことである。
『マスターアーカイブ モビルスーツ RGM-79 ジム Vol.2』では、オーガスタ工廠で生産されたD型ジムの改修案を流用したA型、B型ジムの改修機および改修キットをRGM-79FD装甲強化型ジムと分類している。装甲強化型ジムとデザート・ジムをジムの装甲強化改修機という点で本質的に同じ機体であると解釈し、デザート・ジムの内、砂漠から外れた地域に配備された機体が装甲強化型ジムと呼称されていたとしている。またジャブロー工廠で新規製造された補助推進装置を持つデザート・ジムは装甲強化型ジムとして扱われ、U.C.0079年11月下旬から12月にかけてアフリカ以外の戦域へ供給されたとしている。
作中での活躍
ゲーム『ジオニックフロント 機動戦士ガンダム0079』では、一年戦争末期の北米戦線に数機が登場する。
漫画『GUNDAM LEGACY』では、episode 12にトクシマ少尉の乗機として登場。宇宙世紀0082年にオーガスタ基地で行われた模擬戦において、ノエルチームの機体として参加している。
漫画『機動戦士ガンダムMS BOYS -ボクたちのジオン独立戦争-』では、デービッド・タッカー中尉の乗機として登場。キャリフォルニア・ベースでの任務に参加している。
ゲーム『機動戦士ガンダム バトルオペレーション Code Fairy』では、通常の機体に加えて、バリー・アボット大尉の乗機としてパーソナルカラーが施された機体が登場。一般機、バリー機ともに一年戦争末期の北米戦線に参加している。

## アクア・ジム
メカニックデザイン企画『M-MSV』及び『機動戦士ガンダムUC』に登場。初出は『SD CLUB』第10号。
ジオン公国軍の水陸両用MSに悩まされた地球連邦軍が、急遽ジムをベースに製作した水陸両用機。ランドセルと両肩にハイドロジェットユニットを装備し、水中での移動能力を高めている。武装も水中戦を想定して装備されており、水中では使用できないスプレーガンをオミット、携行武装のミサイル・ランチャー（ミサイル・ランチャー・ガン）は対艦大型魚雷と小型ミサイルらしきものを装填する。ビーム・ピックは水中での熱量損失防止のため、敵の装甲に接触したときのみ短いビーム刃を発生する機構が設けられているが、敵に接近する必要があることから、パイロットには不評であった。そのため、後期型は通常のビームサーベルの70パーセント程度のビーム刃を発生できるように改良されている。
ろくな開発期間をとっていないため、バランスが悪く扱いにくい機体となり、ベースのジム自体の性能の高さによりある程度の戦果を挙げたとも言われるが、ジオンの水陸両用MSに対抗する性能は得られていない。後述の水中型ガンダムが開発されたあとは沿岸警備や母艦の破壊を主任務としたとされるが、水中型ガンダムを隊長機として小隊を編成し、MSと交戦することも多い。
なお、メカニックデザイン企画『ハーモニー・オブ・ガンダム』においてカトキハジメによるデザインのリファインが行われており、細部がジム・コマンド系のデザインに変更され、脚部後面にもハイドロジェットユニットが追加された。さらに武装としてハープーン・ガンが新たに設定された。また、OVA『機動戦士ガンダム0080 ポケットの中の戦争』でも当初は登場が予定されており、ジム・コマンドをベースにしたアクア・ジムのラフデザインが残されている。
劇中での活躍
小説およびアニメ『機動戦士ガンダムUC』では、宇宙世紀0096年においても連邦軍のジュノー級潜水艦やトリントン湾岸基地沿岸警備に配備されている。老朽機ながらも水陸両用機の意義が薄れたことにより、後継機も開発されず現役で稼働しており、水中型ガンダムとは異なる携行式のハープーン・ガンを装備するなど性能の向上が図られているが、ジオン残党軍の水陸両用MSに一蹴される。
漫画『アッガイ北米横断2250マイル』では、一年戦争末期にHLV打ち上げ中の北米のケープカナベラル基地を数機で2度襲撃、ユーコン級潜水艦を撃沈するが、ノルト・キスノの乗るアッガイにより全滅する。

### 水中型ガンダム
『M-MSV』に登場。初出は『SD CLUB』第10号。
アクア・ジムを再設計し、エース・パイロット用にチューニングを施した機体。基本設計は変わらないが、頭部をガンダムに似せているため通称が「ガンダム」となる。左前腕にハープーン・ガンを装備、ハープーン（銛）の先端に指向性爆薬が内蔵されており、敵MSを内部から破壊する。ビーム・ライフルは曲面を帯びたカバーを装着、ビームを細く収束させ、水中でのビームの損失を抑えている。また、後頭部のカメラは分離して有線式の潜望鏡となる。
なお、『スーパーガチャポンワールド SDガンダムX』をはじめとするゲームなど一部媒体において「ガンダイバー」という別称が用いられているが、もともとは『SDV』で設定され（ガンダムMk-IIがベースとされる）、『SDコマンド戦記』にも登場する機体（キャラクター）の名称であり、水中型ガンダムとは全く異なる。本来の『M-MSV』では用いられていない名称ではあるが、『機動戦士ガンダム THE ORIGIN』の『MSV』的企画『Mobile Suit Discovery』でも、本機の雛形になったとされる局地型ガンダムのプラモデルの商品説明で本機を「ガンダイバー」と表記している。ただし、プラモデルの説明書や公式サイトの設定解説では「水中型ガンダム」と表記されている。その後、MSD版の本機が発表された際には、公式サイトの開発系統図で「水中型ガンダム（ガンダイバー）」、プラモデルの商品名の英文表記で"GUNDAM MARINE TYPE (GUNDIVER)"と併記されているが、ほかにこのような表記は見られず、これら以外は全て「水中型ガンダム」とのみ表記されている。なお、MSD版の本機は従来の設定とほぼ変わりはない。
デザインを担当した大河原邦男によれば、先にアクア・ジムを手がけ、本機は「ガンダム」ということで思いっきり派手にしたとのこと。しかしその後、中身はジムだと聞かされて驚いたという。
また、本機とは異なる一年戦争中の水中用ガンダム・タイプとして、近藤和久の短編漫画「10 MINUTES WAR U.C.0079」に登場する同名の機体や、アクア・ガンダムがある。
作中での活躍
『SD CLUB』第13号掲載小説「モビルスーツコレクション・ノベルズAct.6 Fifty-Fifty」では、ジャブロー行きの船団護衛のMS隊にアクア・ジム3機とともに配備され、キースというパイロットが搭乗する。ゴッグ、ハイゴッグ、ズゴックからなる7機の敵水陸両用MS隊と交戦、撃退している。
漫画『アッガイ北米横断2250マイル』では、一年戦争末期にキャリフォルニア・ベースから宇宙へ脱出するザンジバル級機動巡洋艦を阻止するため単機で出撃。「秘技 鳴門海峡地獄渦」なる必殺技でノルト・キスノの乗るアッガイを翻弄するが、救援に現れたジオン軍水陸両用MS群からの一斉射撃によって下半身と右腕を破壊され、逃走する。
漫画『機動戦士ガンダム カタナ』では、宇宙世紀0084年にティターンズが、ジオン軍残党が占拠するイタリアのモンテ・ボレットを攻略する際にアクア・ジム2機とともに出撃、モーガン・バルグが搭乗する。しかしスーチー・オコンネルの乗るザクII FZ型により全滅する。なお、塗装はモノクロでしか確認できないが、アクア・ジムともどもティターンズ・カラーではなく一般塗装と思われる。
漫画『機動戦士ガンダムUC 『袖付き』の機付長は詩詠う』では、宇宙世紀0096年のジオン残党軍によるダカール襲撃の際に、アクア・ジム2機とともに海中でゼー・ズール2機と交戦。水中戦に慣れない新型機に善戦するが、結局全滅する。

### 水中型ジム
漫画およびOVA『機動戦士ガンダム サンダーボルト』に登場。(型式番号:RGM-79[M])
アニメ版におけるアクア・ジム。漫画版のアクア・ジムの肩部に、原典と酷似するハイドロジェットを搭載するなど、原典と漫画版の折衷的なデザインに変更されている。ジム改陸戦型をベースにした機体という設定だが、頭部は漫画版のアクア・ジムと同様、通常型のジムと同形状。

### ジムダイバー
漫画『機動戦士ガンダム バニシングマシン』に登場。
地球連邦軍がジムタイプをベースに開発した水中用MSの一つ。ジオン公国軍の水陸両用MSに対抗すべく短期間のうちに開発が行われたため、本機を含む水中用ジムタイプは複数の機種が同時に混在することになった。肩部と脚部に水中での推進に用いるウォータージェットを、脚部に水中用フィンを有するほか、頭部の画像センサーアイにはゴーグルが装着されている。
北極圏で活動する部隊への配備が確認されており、宇宙世紀0079年12月には、6機がガンペリーから降下する形で、ザビ家の金塊をキャルフォルニアベースへと輸送中に北極海に不時着した778コムサイを襲撃している。
なお、型式番号がジム寒冷地仕様のものと重複しているが、ジム寒冷地仕様との関連性は作中では語られていない。

## ジム・スループ
メカニックデザイン企画『MSV-R』に登場。
連邦軍が一年戦争中に開発した水陸両用型MSの1機。一年戦争中期以降、ジオン軍が開発した水中用MSへの対抗策として、RGM-79の開発中に立案された。この機体は各メーカーによって10種類ほど存在した計画案の一つで、背部に水流エンジンと有線式センサーポット(射出され海面上の情報を収集する)を搭載した専用バックパック「アクア・パック」を、両脚部に補助のバラストタンクを装着している。ただし、バラストを満水にしても浮力が残るため、潜水の際は推力と潜舵を利用したダイナミカルダイブ方式をとる。
宇宙世紀0079年12月にロールアウト、その末に制式化。終戦後はほとんどの機体がRGM-79に改修され、その難を逃れた機体は新型水陸両用MSのデータを収集するテストベッドとなり、その後解体されている。

## ジム可潜タイプ
雑誌企画『機動戦士ガンダム第08MS小隊外伝 TRIVIAL OPERATION』に登場。
沿岸防衛を目的としたジムの現地改修機。水陸両用機として可能なのは水底を歩行することのみで、他の水陸両用ジムタイプとは異なり水中を航行する能力は持たない。各部の関節はキャンバスカバーで耐水化されており、頭部にはゴーグル、胸部にはエキゾーストカバー、腰部には浮上用フロート、肘部には浮力タンクが備わっている。また、肩部アーマーの代わりに右肩に対潜ソナーポッドを装着する。武装はニードル状の弾丸を発射する水中銃とシールドのみで、ビーム・サーベルは廃されている。
カリフォルニア・ベースを手中に収めた後の連邦軍がその守備隊で運用しており、ジオン軍大西洋艦隊が北米の残存戦力とともにカリフォルニア・ベース再奪取作戦を実行した際には、上陸した2機のゴッグと交戦している。

## ジム・ナイトシーカー
メカニックデザイン企画『MSV-R』に登場。
連邦軍が地上拠点の奪還を目的として開発した機体。高高度からの強襲・奇襲を行なうために、胸部と背部ランドセルに計6基のスラスターを増設。それにより高度6,000mからの空挺降下が可能となった。頭部側面には作戦指揮官機や先導機からの信号受信用のセンサーポッドが装備されている。初期生産型として、既存機の改良により12機が製造され、第2次・第3次生産分とあわせ、88機が生産された。
漫画『機動戦士ガンダム MSV-R ジョニー・ライデンの帰還』に登場する機体は、ジムIIをベースに、全天周囲モニターを搭載する近代化改修が行われている。また後述のヴァースキ大尉機も含めて、本来はデッドウェイトであるはずのスラスターを積極的に用いることで逆に戦闘機動の底上げを行っており、目に見えない形で各種改良が行われたことがうかがえる。宇宙に上がってからはジェガンのパーツ（頭部、バックパック）を移植された形で運用されている。
漫画『機動戦士ガンダム0083 REBELLION』では、ガンダム試作2号機の奪還を目的とした第404空挺部隊の機体として6機が登場し、コムサイIIを使用不能に追い込むが、全機がガンダム試作2号機によって撃破される。

### ジム・ナイトシーカー（ヴァースキ・バジャック機）
『機動戦士ガンダム MSV-R ジョニー・ライデンの帰還』に登場。
連邦軍の特務部隊「ナイトイェーガー隊」隊長ヴァースキ・バジャック大尉の搭乗機。ベース機がジムIIIとなっており、腰部側面にビームダガーを装備。第6環境改善プラントではハンブラビのフェダーインライフルとハイザックのシールド、奥の手としてハンブラビの海ヘビを装備してユーマ・ライトニングの高機動型ゲルググと交戦している。
ヴァースキが宇宙に上がってからは、本来空挺戦用であるナイトシーカーを宇宙空間での戦闘に対応させる為、頭部や腕やバックパックをこの時点では最新鋭機で先行開発段階のジェガンのものと同形状のパーツに換装され複合されたこの機体に乗り換えている。本人はこの換装した機体を「単なる継ぎ接ぎのおもちゃ」と語っている。フェダーインライフルに加えてツインビームスピアを携行している。コンペイトウ宙域での戦闘時は試作型ビームライフル（ジェガンR型のビームライフルと同型）を使用している。隊長機として左鎖骨部に比較的大型のブレードアンテナが増設されている。

### ジム・ナイトシーカーII
メカニックデザイン企画『MSV-R』に登場。
ジム・ナイトシーカーの配備部隊のパイロットの要望により、通常のジムより機動性能が勝るRGM-79L ジム・ライトアーマーをベースとして製造された機体。ベース機の機動性を生かすために、爆発ボルトによる追加スラスターの排除機能が追加されている。この排除機能はその後ジム・ナイトシーカーにも施されている。また、スラスターのフル稼働により最大400mのジャンプ飛行が可能で、任務完了後の輸送飛行隊への帰還にも用いられる。

## リック・ジム
ムック『GUNDAM WARS PROJECT Ζ』に収録された高橋昌也による小説『THE FIRST STEP』に登場。
スペースノイドを威圧するためのデモンストレーションを任務とするジムの派生機。実弾での曲技戦闘を目的としてバックパックを大型のものに換装しており、バックパックの余剰エネルギーをビーム兵器に転用することで巡洋艦並みの攻撃力を発揮することもできる。宇宙世紀0083年頃に連邦軍の宣伝MS隊「ブルー・ライトニング」に配備されており、同隊の所属機は艶有りブルーにゴールドのラインが入った塗装が施されている。
宇宙世紀0083年、スティーブ・オハラハン少佐率いるブルー・ライトニング隊所属の12機がサラミス級巡洋艦「カムランベイ」に艦載され、軟禁下でジオン共和国への視察に赴くブレックス・フォーラ准将の警備を担当する。その際、ブレックスとの接触を望むシャア・アズナブルが指揮するアクシズの仮装巡洋艦「エムデン」MS隊の襲撃を受け、3機がシャアが乗るゲルググによって撃墜され、残る機体は武装解除されている。
アニメ『機動戦士ガンダムΖΖ』の企画時には登場が検討され、かときすなをによってこの時はじめてデザイン画が作成されたが、登場は実現せずに終わっている。また、作中では「GM改」とも呼ばれているが、登場作品はジム改が設定される以前に発表されたものである。

## ジム・スパルタン
雑誌『模型情報』に連載されたメカニックデザイン企画『F.M.S.』（福地モビルスーツステーション）に登場。
亜熱帯地域の密林における陸戦を主任務としてG型（ジム・コマンド）系フレームを基に開発されたもので、胸部および肩部に増加装甲が、背部に出力向上型のランドセルが装備され、機体形状や開発コンセプトは本機に続いて開発されたジム・スナイパーIIに近いものになっている。MS相手の近接戦闘を重視した武装のほか、赤外線遮蔽シートやミノフスキー粒子散布ポッド、スモーク・ディスチャージャーなどの隠密性向上のための各種装備を有する。
少数生産された機体はほとんどがアジア方面に配備されており、宇宙世紀0079年12月2日には、ボルネオ島に展開した第17機甲海兵師団第2特務小隊の隊長であるグレイ大尉が搭乗し、グフ・ハンターと交戦している。また、グリプス戦役時においてもカラバによって運用されていた機体が存在している。
個人・部隊用カスタム機
ブラックドッグ隊仕様（BD隊仕様）
ゲーム『機動戦士ガンダム バトルオペレーション Code Fairy』に登場。北米に秘密裏に配備されており、これは残虐性の高いパイロットで構成された「ブラックドッグ」隊を、戦争犯罪前提での掃討作戦に組み込まれたことを上層部が秘匿しようとしたためと推測されている。部隊カラーの黒を基調に、上腕部や大腿部など一部が白で塗り分けられているが、機体自体の仕様は通常と同じである。武装は通常と同じもののほか、ブルパップ・マシンガンを携行する。
レナート・ジェルミ専用機 (RG)
『バトルオペレーション Code Fairy』に登場。ブラックドッグ隊の隊長であるレナート・ジェルミ中尉専用に改修された機体。頭部をガンダムに近いものに換装し、デュアル・センサー（外観はゴーグル状）と高性能なV字アンテナを装備する。基本性能は通常の機体とほぼ同じであるが、より白兵戦向けに運動性が向上しているほか、新開発のショート・ビーム・ライフルを装備するなど、火力も総合的に底上げされている。カラーリングはブラックドッグ隊専用機を踏襲するが、肩部ショート・シールドなどが赤で塗られている。

### ジム・スカウト
『F.M.S.』に登場。型式番号は不明だが、「E型」とする資料もある。
上記のグレイ大尉率いる第17機甲海兵師団第2特務小隊に所属する。索敵を担当し、通信ケーブルを用いて僚機へデータを送信する。

## NT試験用ジム・ジャグラー
ゲーム『SDガンダム GGENERATION』シリーズに登場。単にジム・ジャグラーとも呼ばれる。
ソロモンの戦い後の掃討戦において、ジオン公国軍のニュータイプ用モビルアーマーのオールレンジ攻撃に衝撃を受けた地球連邦軍が、自軍の技術でそれを行うべく開発した機体である。
攻撃ポッドにRB-79 ボールを改造して用いており、コクピットをジム・トレーナーから流用して複座機にすることで、「砲手（ガンナー）がレーザー通信で攻撃ユニットを手動制御する」という方法をとり、一応は擬似的なオールレンジ攻撃が可能になっている。両肩に背負う形で搭載された2基のボールにはそれぞれ2門（計4門）のビームライフル（MS用のものの改造品）が設置されている。このポッドには高速機動用のスラスターも備えており、本体との連結時は全スラスターを全開にした高速機動で接近し、オールレンジ攻撃を行う戦法も想定されていた。
また、手動制御時の隙に対処すべく、当時開発が進められていたRX-78NT-1 アレックスのチョバムアーマーを転用して装甲強化を施し、機体の防御力を高めている。このアーマーは敵機接近時に排除して戦線離脱することもできたが、装甲強化による重量増加に対処するため、スラスター強化やそれに伴うジェネレーター強化と開発は難航していき、1号機がロールアウトすることなく終戦を迎えている。
作中での活躍
宇宙世紀0084年を舞台にした漫画『機動戦士ガンダム カタナ』では、地球連邦軍内の軍閥「シン・フェデラル」の配備機として登場。ボールユニットを有人機として搭乗操作可能な「3機編隊」仕様となっている。その後、連邦軍特殊部隊「BGST」（バーゲスト）に奪取され、運用されている。
備考
デザインは片桐圭一郎が担当。チョバムアーマーを排除した素体はアレンジされたデザインとなるが、原機はRGM-79であるという。

## ジム指揮官機
ゲーム『機動戦士ガンダム ギレンの野望 アクシズの脅威』が初出（型式番号：RGM-79 / RGM-79S）。
通常のジムより高性能な機体で、ビーム・サーベルがガンダム同様ランドセルに2基装備されているほか、後頭部の2本のアンテナや膝アーマーの追加、肩付け根上部にはロールバーも追加されている。ほかに武装はジム・コマンド宇宙戦仕様のビーム・ガンを携行する。
なお、同ゲームに登場するコルベット・ブースターは本機のユニットを改造することで生産可能となり、コルベット・ブースターを「変形」させると本機になる。

## ジム・ドミナンス
雑誌「ガンダムエース」に連載されている漫画『ザ・ブルー・ディスティニー』に登場。
ブルーディスティニー1号機との交戦で損傷したユウのジムの代替機として配備された機体。ジム系機体の改修に必要なデータ収集のため、オーガスタ研究所の関係施設が後期生産型ジムをベースに改良を施したハイスペック機で、開発元が同一なためか機体の形状、武装がペイルライダー計画の機体に酷似している。また、テストベッド機としての高い拡張性も持たされている。ユウがブルーディスティニー1号機へ乗り換えた後は、フィリップの搭乗機となり、基本色もユウ搭乗時は青だったのを黒に変更される。

### ジム・ドミナンス（水中用装備）
ジム・ドミナンスを水中用装備に換装した形態（型式番号：RGM-79DO[AQ]）。
オーガスタ研究所で開発された装備を現地部隊が実装したもので、当初から換装用のハードポイントが用意されていた模様。

## ジム・グラム
GM GRAM （型式番号：RGM-79WN）
宇宙世紀0089年を描いた漫画『機動戦士ガンダム ヴァルプルギス』に登場。 その後、書籍『機動戦士ガンダム 新訳MS大全集 U.C.0081-0090』にジム・グラム・スカイとともにカラー設定画や名称などが掲載された。
宇宙世紀0089年に民間軍事会社「ウェルキャスト」が保有する機体で、アレキサンドリア級「フラワーガーデン」に搭載されている。カラーリングはくすんだ青を基調とする。

### ジム・グラム・スカイ
GM GRAM SKY （型式番号：RGM-79WN+B-PARTS）
ジム・グラムがガンダムMAモードのようにGパーツBと合体した形態。翼下にはミサイルを左右2基ずつ装備している。『ヴァルプルギス』作中ではこの形態で4機が出撃し、エゥーゴのアーガマ級「ユーロン」を旗艦とするMS隊と交戦、救援に現れたセイン・アマディオ大尉のデルフィニウムのツイン・メガ・ビーム・サーベルで全機両断される。

## その他のバリエーション
ジム・トレイサー
ゲーム『SDガンダムウォーズ』に登場するアースサイド軍のMS。非武装の偵察・索敵用機で、背部両脇にボール状の大型センサーを装備している。